# Joseph Farrugia
Joseph Farrugia (* 24. Oktober 1955) ist ein ehemaliger maltesischer Radrennfahrer und nationaler Meister im Radsport.

## Sportliche Laufbahn
Farrugia war Teilnehmer der Olympischen Sommerspiele 1980 in Moskau. Im Mannschaftszeitfahren kam der Vierer aus Malta mit Joseph Farrugia, Albert Micallef, Carmel Muscat und Alfred Tonna auf den 20. Rang und belegte damit den letzten Platz im Rennen. Im olympischen Straßenrennen schied er aus.
1980 siegte er in der nationalen Meisterschaft im Straßenrennen. 1981 gewann er das Coventry Olympic-J.B. Road Race.